# Мычев
Мычев (укр. Мичів) — село, входит в Гощанскую поселковую общину Ровненского района Ровненской области Украины.
Население по переписи 2001 года составляло 95 человек. Почтовый индекс — 35414. Телефонный код — 3650. Код КОАТУУ — 5621285403.